# Institute for Statecraft
Das Institute for Statecraft („Institut für Staatskunst“) ist eine 2009 gegründete britische Denkfabrik, die sich nach eigenen Angaben der Erneuerung der Praxis der öffentlichen Verwaltung und der Stärkung der nationalen Sicherheit widmet.

## Gründung, Sitz und Status
Das Institut wurde 2009 gegründet, hat seinen Sitz in Fife, Schottland und den Status einer gemeinnützigen Organisation.
Das Hauptbüro (head office) liegt laut LobbyFacts in Two Temple Place, London.

## Leitung
Die Leitung des Institute for Statecraft obliegt den beiden Gründungsmitgliedern Christopher Donnelly und Daniel Lafayeedney (Stellvertreter). Donnelly ist Sonderberater des Verteidigungsausschusses des House of Commons, war von 1969 bis 1972 Dozent an der Royal Military Academy Sandhurst und Mitglied des TA-Nachrichtendienstes, für den er bis 1990 tätig war. Von 1989 bis 2003 war er Sonderberater der NATO-Generalsekretäre für Ost- und Mitteleuropa. Dan Lafayeedney war 1978 SAS-Soldat, der Direktor Stephen Dalziel arbeitete im militärischen Geheimdienst.

## Ziele
Zu seinen Hauptzielen zählt das Institut eine Verbesserung der Methodik der öffentlichen Verwaltung sowie Bemühungen, die Entstehung eines „nationalen strategischen Defizits“ zu verhindern; dazu gehört „der Erneuerung der Praxis der öffentlichen Verwaltung und der Stärkung der nationalen Sicherheit widmet“.
Während in der ethischen Charta der Organisation die Unparteilichkeit und Unabhängigkeit von staatlichen Organisationen betont wird, wird zugleich darauf hingewiesen, dass das Institut auch bestimmte politische Lösungen für manche Probleme fördert.

## Integrity Initiative
Die Integrity Initiative („Integritätsinitiative“) wurde 2015 vom Institute for Statecraft ins Leben gerufen, um gegen Propaganda, Desinformation und Fake News vorzugehen, wobei der Schwerpunkt auf der Bekämpfung des russischen Einflusses liege.
Dazu wurden Expertengruppen gebildet, die vor allem das Problem der russischen Desinformation analysieren und diskutieren sollen.
Anfang 2019 wurden, nach einer Cyberattacke auf die Website der Initiative, deren Inhalte vom Netz genommen.
Westliche Funktionäre vermuten eine Verbindung der Hackergruppe zum russischen Staat. Das britische Außenministerium warf russischen Staatsmedien vor, beim Hack erbeutete Dokumente der Integrity Initiative veröffentlicht zu haben, um das Institute for Statecraft zu diskreditieren. Die staatliche Förderung des Instituts habe den Zweck, der Desinformation im Ausland und nicht im Vereinigten Königreich entgegenzuwirken.
Das Institute for Statecraft geriet in die Kritik, da es laut Constanze Kurz dieselben Mittel der Desinformation anwende, welche es bekämpfen wolle.
Die Integrity Initiative habe Artikel zur britischen Innenpolitik über den Nachrichtendienst Twitter weiterverbreitet. Zur Diskreditierung der Labour Party und ihres Parteivorsitzenden Jeremy Corbyn kündigte Außenminister Alan Duncan im Dezember 2018 gegenüber dem britischen Unterhaus eine Untersuchung an. Der Labour-Abgeordnete Chris Williamson forderte eine parlamentarische Untersuchung, da seiner Ansicht nach die „Anschwärzung der Labourpartei und ihres Vorsitzenden Jeremy Corbyn“ auf der Agenda der Integrity Initiative stand. Der Kommunikationswissenschaftler Thorsten Quandt erkennt eine „Wagenburgmentalität“, die in der EU aus Angst vor russischen Einflussversuchen entstanden sei. Er kritisiert, dass das Institute for Statecraft zu den Vorgängen schweigt, sieht die Gefahr eines Verrats der demokratischen Leitideen und fordert Offenheit und eine Debatte.
In Spanien soll sich das Institut im Juni 2018 gegen die Ernennung zum nationalen spanischen Geheimdienstaufseher des ehemaligen Oberst Pedro Baños eingesetzt haben; Baños war durch antisemitische und pro-russische Aussagen aufgefallen.
In einer Pressemeldung des Instituts für Sicherheitspolitik an der Universität Kiel bestritt dessen Leiter Joachim Krause eine Beteiligung seines Instituts an der Initiative, bestätigte aber, dass der freie Institutsmitarbeiter Hannes Adomeit „offenkundig“ dort mitwirke. Krause nannte Berichte in linken Alternativmedien und russischen Staatsmedien, in welchen die Initiative als antirussische Geheimdienstkampagne dargestellt wird, eine Verschwörungstheorie. Das Institute for Statecraft vernetze hier international Forschungseinrichtungen und Personen, um über russische Desinformationspolitik eigenständige Analysen vorzurnehmen, den Austausch unter Wissenschaftlern zu verbessern und die Ergebnisse vorzustellen. Dies sei ein völlig legitimes und weltweit praktiziertes wissenschaftliches Vorgehen.
Im März 2023 wurde Institute for Statecraft in Russland als „unerwünschte Organisation“ eingestuft.
Die Schottische Stiftungsregulierungsbehörde (OSCR) stellte im Jahre 2019 fest, dass das Institute for Statecraft seine erklärten Stiftungsziele nicht erfüllte, da schottische Stiftungen politisch neutral sein müssen. Nach der Untersuchung löste das Institut die Verbindungen zur Integrity Initiative, beendete die Bezahlung ihrer Treuhänder und akzeptierte eine verstärkte Kontrollaufsicht.

## Finanzierung
Im Geschäftsjahr 2017/2018 erhielt das Institut staatliche Finanzierung von 296.500 britischen Pfund. Für 2018/2019 war von staatlicher Seite ein Betrag von knapp zwei Millionen Pfund vorgesehen. Diese Beträge werden aus dem Conflict, Stability and Security Fund, einem 2015 errichteten Fonds innerhalb von Official Development Assistance, bereitgestellt.
Von 2016 bis 2018 finanzierte das britische Verteidigungsministerium zwei Projekte des Instituts mit insgesamt 177.000 Pfund. Weitere finanzielle Unterstützung erhält das Institut von der NATO, dem litauischen Verteidigungsministerium, dem US-Außenministerium und Facebook.